# Elecciones y referéndum de Alemania de 1938
El 10 de abril de 1938 se celebraron en Alemania y en la Austria anexionada elecciones para elegir al Reichstag. Fueron las últimas elecciones al Reichstag durante el régimen nazi y además tomaron la forma de un referéndum de una sola pregunta, preguntando a los votantes si aprobaban una lista única de nazis y pronazis  "invitados" para el Reichstag de 813 miembros, así como la reciente anexión de Austria (el Anschluss). La participación en las elecciones fue oficialmente del 99,59%, con un 99,01% de voto "sí". En Austria, cifras oficiales afirmaron que el 99,73% votó a favor, con una participación del 99,71%.
Las elecciones se llevaron a cabo principalmente para conseguir el apoyo oficial de la nueva provincia austriaca de Ostmark, aunque se celebraron nuevas elecciones para elegir 41 escaños adicionales en los recién anexados Sudetes el 4 de diciembre. En estos comicios, que se celebraron exclusivamente en los territorios de los Sudetes, los candidatos del NSDAP y los "invitados" pronazis recibieron oficialmente el 97,32% de los votos.
El nuevo Reichstag, el último del Reich alemán, se reunió por primera vez el 30 de enero de 1939, para la elección de un presidium encabezado por el entonces presidente del Reichstag Hermann Göring. El Reichstag se reunió sólo en otras siete ocasiones, la última el 26 de julio de 1942. El 25 de enero de 1943, Hitler pospuso elecciones para un nuevo Reichstag, una vez hubiera terminado la guerra, ampliando la duración del periodo legislativo hasta el 30 de enero de 1947 (aunque para esa fecha el Reichstag había dejado de existir, tras la derrota alemana en la Guerra mundial).

## Resultados

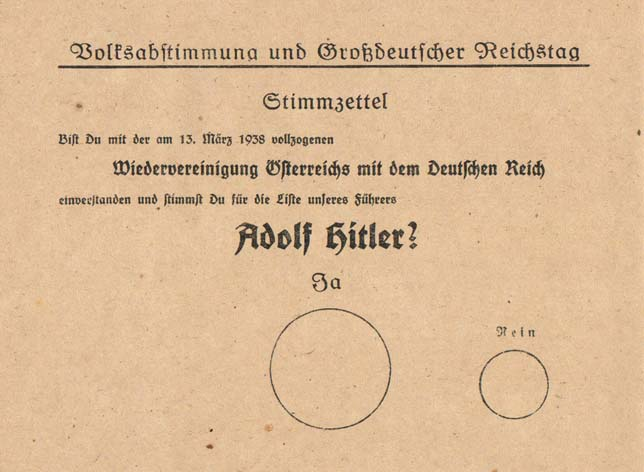
Texto de la papeleta electoral: "¿Aprueba usted la reunificación de Austria con el Reich alemán realizada el 13 de marzo de 1938 y vota usted por la lista de nuestro Führer (Dirigente), Adolf Hitler?"- Sí (círculo grande centrado) - No (círculo menor de la derecha).

### Alemania
| Partido                                  | Votos      | %     | Escaños |
| ---------------------------------------- | ---------- | ----- | ------- |
| Partido Nacionalsocialista Obrero Alemán | 44,451,092 | 99.01 | 813     |
| En contra                                | 443,023    | 0.91  | –       |
| Votos inválidos/blancos                  | 69,890     | 0.08  | –       |
| Total                                    | 44,964,005 | 100   | 813     |
| Votantes inscritos/Participación         | 45,149,952 | 99.59 | –       |
| Fuente: Democracia Directa               |            |       |         |

### Austria
| Opción                           | Votos     | %     |
| -------------------------------- | --------- | ----- |
| A favor                          | 4,453,912 | 99.73 |
| En contra                        | 11,929    | 0.27  |
| Votos nulos/blancos              | 5,777     | –     |
| Total                            | 4,471,618 | 100   |
| Votantes inscritos/Participación | 4,484,617 | 99.71 |
| Fuente: Democracia Directa       |           |       |

### Sudetes
| Partido                                  | Votos     | %     | Escaños |
| ---------------------------------------- | --------- | ----- | ------- |
| Partido Nacionalsocialista Obrero Alemán | 2,464,681 | 98.68 | 41      |
| En contra                                | 32,923    | 1.32  | –       |
| Votos nulos/blancos                      | 32,923    | 1.32  | –       |
| Total                                    | 2,497,604 | 100   | 41      |
| Votantes inscritos/Participación         | 2,532,863 | 98.90 | –       |
| Fuente: Nohlen & Stöver                  |           |       |         |